# هرکاره (دیگ سنگی)
هَرَکارِه نوعی دیگ و ظرف از جنس سنگ می‌باشد.

از ویژگی‌های این سنگ که نوعی سرپانتین می‌باشد نرم و مقاوم بودن آن در برابر آتش است که به دلیل طبخ ملایم، غذا را لذت‌بخش می‌نماید. ساخت هرکاره در مشهد رواج دارد و این سنگ از کوهی در آن منطقه برداشت می‌شود.

## تاریخچه
تاریخچه این سنگ به میلیون ها سال پیش برمیگردد (زیرا کوهسنگی مشهد نیز از همین سنگ است که طبق گفته کارشناسان قدمت آن به 209 میلیون سال پیش میرسد) اما تاریخچه استفاده از آن حدودا به 1500 سال پیش برمیگردد و به همین دلیل میتوان گفت که یکی از هنرهای بومی و سنتی مشهد از هزاران سال پیش است.
دیگ یا دیزی سنگی که در مشهد و سایر شهرهای ایران فروخته میشود، نیز از جنس همین سنگ است و به همین علت به این سنگ، سنگ هرکاره نیز می گویند.
اباصلت هروی روایت می کند هنگامی که حضرت امام رضا علیه السلام به سناباد وارد شدند به کناره‌ی کوهی نزديك سناباد که از سنگش دیگ و دیگچه‌‌های سنگی درست می‌کنند رسیدیم ، امام به تخته سنگي از كوه تکیه زدند و رو به آسمان فرمودند:
"خداوندا! مردم را از این کوه سود برسان و غذاهايي را كه مردم در دیگ ها و ظرف‌های سنگی این کوه می‌پزند برکت عطا فرما"
سپس دستور دادند دیگچه‌هایی از همان سنگ برایشان بیاورند و فرمود:"غذای مرا در هیچ ظرفی نپزید مگر در همین ظرف‌های سنگی."
(عيون أخبار الرضا (ع) - الشيخ الصدوق - ج 1 - ص147)
از آن پس، مردم توجه بیشتری به آن ظرف‌ها کردند و اثر برکت را از دعای امام در آنها دیدند. این کوه اکنون در داخل شهر مقدس مشهد قرار دارد و به نام "کوه سنگی" مشهور است.
خدا به بركت دعاي امام به كوه، نظر خاصي كرد. چون امام خواستند كه از آن روز به بعد، غذايشان را فقط در ديگ هايي بپزند كه از سنگ آن كوه ساخته شده باشد.